# Hélène Bessette
Hélène Bessette (Levallois-Perret, 31 de agosto de 1918–Le Mans, 10 de octubre de 2000) fue una novelista y dramaturga francesa.

## Biografía
Fue profesora en Roubaix, Saint-Prest y Saint-Georges-sur-Eure, pero dimitió en 1962 para dedicarse por completo a la escritura tras su estancia en Nueva Caledonia, donde vivió durante tres años con su marido. A su retorno conoció a Raymond Queneau y firmó un contrato en 1952 con Éditions Gallimard.
Bessette publicó trece novelas y escribió obras que aún permanecen inéditas. Ganó el premio Cazes de la brasserie Lipp en 1954 con su primera novela, Lili pleure, y algunas de sus otras novelas fueron seleccionadas regularmente para las listas del Premio Goncourt. Ida ou le délire, en 1973, es la última novela publicada durante su vida. En la década de 1990, escribió su autobiografía On ne vit que deux fois, publicada póstumamente en 2018 por el sello Othello de Le Nouvel Attila.
Se la puede considerar una de las pioneras de la novela poética. Contó con el apoyo y la admiración de Marguerite Duras, Nathalie Sarraute, Simone de Beauvoir o Dominique Aury, y de los críticos Alain Bosquet y Claude Mauriac. En L’Express del 2 de enero de 1964, Marguerite Duras escribe: «la littérature vivante, pour moi, pour le moment, c’est Hélène Bessette, personne d’autre en France (literatura viva, para mí, por el momento, es Hélène Bessette, nadie más en Francia)».
Desde 2006 a 2011 se publicaron sus libros en la colección Laureli (dirigida por Laure Limongi), editada por Éditions Léo Scheer. Tras ese tiempo, Le Nouvel Attila recuperó las novelas de Bessette y volvió a publicar Vingt minutes de silence (2017), Garance Rose, On ne vit que deux fois (2018), Ida (2018), Histoire du chien (2018), La Grande Balade (2019), Lili pleure (2020), La Tour (2021). Ha sido traducida al español por la editorial dosmanos (Ida, Veinte minutos de silencio), al italiano por la editorial Nonostante (Venti minuti di silenzio, Lili, Ida o il delirio, La rottura) y al alemán por las editoriales Roman (Ist Ihnen nicht kalt) y Secession Verlag (Ida oder das Delirium).

## Obras

### Novela
- Lili pleure
- MaternA
- Vingt minutes de silence (Veinte minutos de silencio en español)
- Le Petites Lecocq
- La Tour
- La Route bleue
- La Grande Balade
- N’avez-vous pas froid
- Si
- Suite suisse
- Garance Rose
- Les Petites Lilshart
- Ida ou le Délire (Ida en español)
- Le Bonheur de la nuit
- On ne vit que deux fois

### Teatro
- Le Divorce interrompu